# Interculturaliteit
Interculturaliteit is een maatschappelijk en politiek concept waarbij men ervan uitgaat dat de verschillende levende culturen naast elkaar kunnen bestaan, elkaar wederzijds zullen beïnvloeden, zonder echter geheel te verdwijnen. Cruciaal is voorts dat alle culturen de regels van de democratie moeten respecteren.
Interculturalisme aanvaardt niet, in tegenstelling tot multiculturalisme, dat fundamentele mensenrechten niet of slechts beperkt zouden gelden voor bepaalde groepen omdat dat in culturen van herkomst zo is (of zou zijn). Het is daardoor een midden tussen het concept monoculturaliteit, dat door interculturalisten wordt afgewezen vanwege de onderdrukkende werking, en dat der multiculturaliteit, dat door hen als te vrijblijvend wordt gezien. Het begrip diversiteit hangt er direct mee samen. Merk op dat sommige auteurs de term interculturalisme ook in descriptieve zin gebruiken, als een beschrijving van een maatschappij met (relatief veel) burgers afkomstig uit andere culturen dan de oorspronkelijke cultuur.

## Werking
Interculturalisten gaan ervan uit dat er diverse overeenkomstige inzichten zijn in de verschillende culturen, die het mogelijk maken tot gezamenlijke standpunten en tot vervlechting der culturen te komen. Voorbeelden vinden zij in de diverse interreligieuze en interculturele dialogen, die indien er wordt uitgegaan van gelijkwaardigheid van de religies en culturen, vaak gemeenschappelijke inzichten opleveren. Interculturalisme zegt dus 'alle culturen welkom, maar laten we wel de wet integraal respecteren'.

## Multiculturaliteit
Waar multicultureel beleid uitgaat van doelgroepen en 'behoud van eigen cultuur', hanteren interculturelen het begrip culturele diversiteit en wijzen zij het doelgroepenbeleid af vanwege het gevaar voor impliciet etnicisme en culturele segregatie.

## Monoculturaliteit
Monoculturalisten vinden dat er binnen een natie (gelijkstaand aan het territorium van een volk) één cultuur heerst of hoort te heersen. Indien zij die ene cultuur gedwongen opleggen is er sprake van cultuurimperialisme. Interculturalisten erkennen minderheidsculturen als een meerwaarde, waaruit een synergie kan ontstaan. De scherpste tegenstand komt daardoor van de monoculturalisten.

## Aanhang
Op religieus vlak kunnen de diverse interreligieuze dialoog-bijeenkomsten tussen meestal de drie ibrahamitische monotheïstische godsdiensten als voorbeeld genoemd worden - analoog aan de interchristelijke oecumene-beweging. Op welzijnsvlak probeert men onder politieke druk interculturaliteit uit te werken: subsidies worden niet meer aan verschillende etnische groeperingen gegeven, maar slechts aan één koepelorganisatie die alle groeperingen moet dienen. De vakbondsfederatie FNV streeft diversiteit op de werkvloer na. De politieke partijen GroenLinks en spirit hebben het streven in hun partijprogramma opgenomen.